# Прадес, Бенжами
Бенжами Прадес (исп. Benjamín Prades; род. 26 октября 1983 в Альканаре, Испания) — испанский профессиональный шоссейный велогонщик, выступающий за континентальную команду «UKYO».

## Достижения
2015
1-й  Тур Кумано
1-й — Этап 2
1-й — Этап 3 Тур Японии
2-й Тур Иджена
1-й — Этап 2
3-й Тур Окинавы
8-й Кубок Японии
2016
1-й — Этап 2 Тур Иджена
2-й Тур Флореса
1-й  Очковая классификация
1-й — Этап 5
2-й Тур Кумано
2017
1-й  Тур Тайваня
1-й  Горная классификация
2-й Тур Хайнаня
2-й Кубок Японии
2-й Классика Ордисии
2-й Тур Ломбока
2018
3-й Тур Кумано
2019
2-й Тур Японии